# Grand Prix moto du Japon 1966
Le Grand Prix moto du Japon 1966 est la douzième manche du Championnat du monde de vitesse moto 1966. L'épreuve s'est déroulée du 13 au 15 octobre 1966 sur le Fuji Speedway.
C'est la cinquième édition du Grand Prix moto du Japon.

## Classement catégorie500cm3
Pas de course dans cette catégorie lors de l'édition de 1966

## Classement catégorie350cm3
| Pos | Pilote          | Constructeur | Temps/Écart    | Points |
| --- | --------------- | ------------ | -------------- | ------ |
| 1   | Phil Read       | Yamaha       | 54 min 01 s 38 | 8      |
| 2   | Bill Ivy        | Yamaha       | +0 s 11        | 6      |
| 3   | Alberto Pagani  | Aermacchi    | +2 tours       | 4      |
| 4   | Byron Black     | Honda        |                | 3      |
| 5   | Kenzo Muromachi | Honda        |                | 2      |
| 6   | Kent Andersson  | Husqvarna    |                | 1      |
| 7   | ...             | ...          |                |        |

## Classement catégorie250cm3
| Pos | Pilote            | Constructeur | Temps/Écart     | Points |
| --- | ----------------- | ------------ | --------------- | ------ |
| 1   | Hiroshi Hasegawa  | Yamaha       | 51 min 21 s 520 | 8      |
| 2   | Phil Read         | Yamaha       | + 2 s 780       | 6      |
| 3   | Akiyasu Motohashi | Yamaha       | + 26 s 130      | 4      |
| 4   | Jack Findlay      | Bultaco      | + 1 tour        | 3      |
| 5   | Tommy Robb        | Bultaco      | + 1 tour        | 2      |
| 6   | Kent Andersson    | Husqvarna    | + 2 tours       | 1      |
| 7   | ...               | ...          |                 |        |

## Classement catégorie125cm3
| Pos | Pilote            | Constructeur | Temps/Écart     | Points |
| --- | ----------------- | ------------ | --------------- | ------ |
| 1   | Bill Ivy          | Yamaha       | 44 min 17 s 560 | 8      |
| 2   | Yoshimi Katayama  | Suzuki       |                 | 6      |
| 3   | Mitsuo Itoh       | Suzuki       |                 | 4      |
| 4   | Akiyasu Motohashi | Yamaha       |                 | 3      |
| 5   | Phil Read         | Yamaha       |                 | 2      |
| 6   | Yasuharu Yuzawa   | Yamaha       |                 | 1      |
| 7   | ...               | ...          |                 |        |

## Classement catégorie50cm3
| Pos | Pilote               | Constructeur | Temps/Écart    | Points |
| --- | -------------------- | ------------ | -------------- | ------ |
| 1   | Yoshimi Katayama     | Suzuki       | 34 min 46 s 98 | 8      |
| 2   | Hans-Georg Anscheidt | Suzuki       |                | 6      |
| 3   | Hugh Anderson        | Suzuki       |                | 4      |
| 4   | Mitsuo Itoh          | Suzuki       |                | 3      |
| 5   | Tommy Robb           | Bridgestone  |                | 2      |
| 6   | Jack Findlay         | Bridgestone  |                | 1      |
| 7   | Alberto Pagani       | Suzuki       | +2 tours       |        |
| 8   | ...                  | ...          |                |        |